# 2. Feld-Division
2. Feld-Division foi uma divisão de campo da Luftwaffe que prestou serviço durante a Segunda Guerra Mundial, combatendo com a Heer.

## Comandante
- Hellmuth Petzold, Setembro de 1942 - 1 de Janeiro de 1943[2]
- Carl Becker, 1 de Janeiro de 1943 - Novembro de 1943[2]